# Mellemmagt
En mellemmagt er i international politik en betegnelse for en stat der ikke er en stormagt og ikke en småstat, men som har moderat til stor indflydelse og international anerkendelse. Der er ingen specifik definition af hvilke lande der er mellemmagter, men Danmark er i flere sammenhænge nævnt, da Danmark er en småstat der fører stormagtspolitik.